# Bogdašići (Tivat, Crna Gora)
Bogdašići su naselje u Boki kotorskoj, u općini Tivat.

## Povijest
Naselje	se nalazi u gornjem porječju Gradiošnice. Pod tim se imenom spominje već u 14. stoljeću, ali se do polovine 15. stoljeća uglavnom spominje kao dio Pasiglava.	Na crkvi svetog Petra u Bogdašićima nalazi se latinski natpis iz 11. stoljeća te ćirilični natpis iz 1269. godine. Crkva je u početku bila benediktinska, zatim su je zauzeli pavoslavci te je opet vraćena katolicima.

## Stanovništvo

### Nacionalni sastav po popisu 2011.
| Nacionalnost           | Broj | postotak |
| ---------------------- | ---- | -------- |
| Hrvati                 | 27   | 47.4%    |
| Crnogorci              | 23   | 40.4%    |
| Ostali/Neopredijeljeni | 7    | 12.3%    |
| Ukupno                 | 57   | 100%     |

### Nacionalni sastav po popisu 2003.
| Nacionalnost    | Broj | postotak |
| --------------- | ---- | -------- |
| Hrvati          | 28   | 58.3%    |
| Crnogorci       | 10   | 20.8%    |
| Srbi            | 6    | 12.5%    |
| Neopredijeljeni | 3    | 6.3%     |
| Ostali          | 1    | 2.1%     |
| Ukupno          | 48   | 100%     |

## Poznate osobe
- Stanislav Janović, hrv. intelektualac, borac protiv centralizma i jugokomunizma, liječnik, pol. emigrant, zastupnik u Hrvatskom saboru[2][3]
- Zvonimir Janović, hrv. kemijski tehnolog

### Članci
- Vidović, Domagoj. 2020. Pogled u tivatsku toponimiju. Studia lexicographica. Leksikografski zavod Miroslav Krleža. Zagreb. 14 (26): 65–89

## Vanjske poveznice
- Satelitska snimka[neaktivna poveznica]